# Féréol Dedieu
Pour les articles homonymes, voir Dedieu.
Féréol Dedieu est un corsetier du XIXe siècle né à Bagert (Ariège) en 1816 et mort au 138 boulevard Richard-Lenoir à Paris le 11 juillet 1889.
Il a inventé en 1878 (ou 1876 selon les sources) le porte-jarretelles.

## Histoire

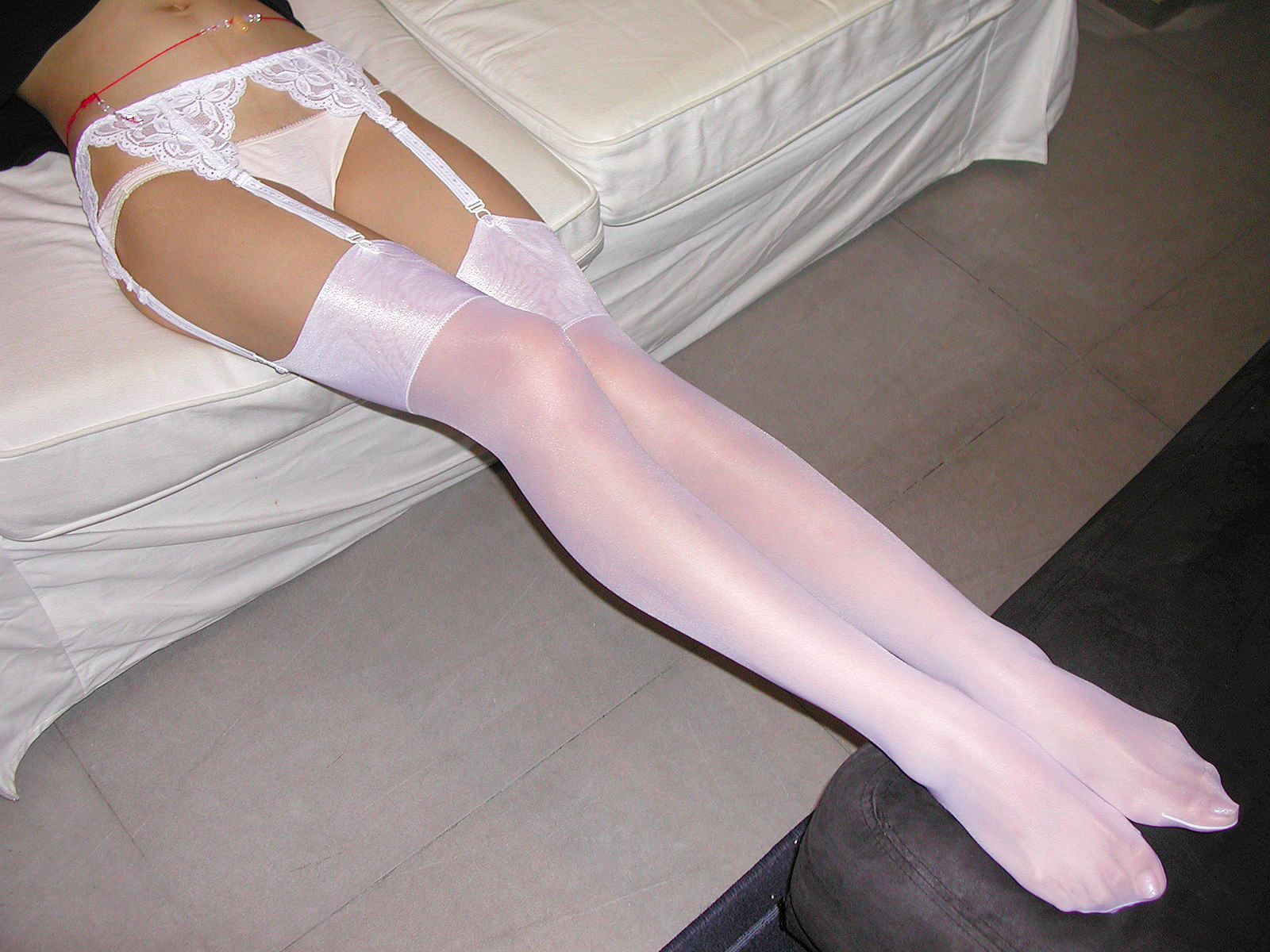
porte-jarretelles, culotte et bas assortis.

En 1876, il dépose le brevet d’une fine ceinture équipée de jarretelles pour suspendre les bas. Il s'agit alors d'une simple ceinture et deux rubans de tissu élastique se dédoublant chacun sur leur extrémité pour permettre quatre points d'attache. L'objectif est alors de proposer une substitution à l'usage de la jarretière dont les élastiques « gênent la circulation du sang et amènent toujours le gonflement des pieds et une prompte lassitude ».

## Anecdotes
Une histoire inventée par Jacques Lob (L'Écho des savanes) attribue à tort l'invention du porte-jarretelles à Gustave Eiffel.